# Thomas Clarkson
Thomas Clarkson (Wisbech, Cambridgeshire, Inglaterra el 28 de marzo de 1760 - Playford, Suffolk, 26 de septiembre de 1846) fue un abolicionista inglés contrario al tráfico de esclavos en el Imperio Británico.

## Biografía
Era hijo de un clérigo que enseñaba en la escuela primaria local. En 1779, Clarkson se fue a la Universidad de Cambridge, donde ganó un concurso de redacción de América sobre el tema de si era lícito hacer esclavos a los demás en contra de su voluntad.
Mientras viajaba a Cambridge en junio de 1785 Clarkson se puso a pensar en que alguien tenía que hacer algo para poner fin a la esclavitud de la gente ya que pensaba que no era justo hacer que alguien haga algo en contra de su voluntad.Su redacción sobre la esclavitud fue publicada en 1786, que le permitió conocer a otros abolicionistas.
En 1787, Clarkson y Sharp fueron fundamentales en la formación del Comité para la Abolición de la Trata de Esclavos africanos. Muchos de los otros miembros eran cuáqueros. El Comité ayudó a persuadir al miembro del Parlamento William Wilberforce para asumir la causa abolicionista. Clarkson tuvo la tarea de recopilar información para el comité para presentar ante el Parlamento y el público. Dedicó su tiempo y energía para viajar por Gran Bretaña, en particular a los puertos de Liverpool y Bristol, la recopilación de pruebas sobre el comercio de esclavos de testigos oculares, en especial de los marineros que habían trabajado en barcos mercantes de esclavos Clarkson consiguió estas pruebas (esposas, grilletes, hierros de marcar). 
En 1789, viajó a París, donde intentó sin éxito persuadir al nuevo gobierno francés la abolición de la trata de esclavos. 
Ayudó a fundar la Sociedad para efectuar la abolición de la trata de esclavos (también conocida como la Sociedad para la abolición de la trata de esclavos) y ayudó a la aprobación de la Ley del fin del Comercio de Esclavos de 1807, que terminó con el fin del comercio británico de esclavos .
En sus últimos años Clarkson hizo campaña para la abolición de la esclavitud en todo el mundo ; luego se concentró en las Américas. En 1840, fue el orador principal en las Sociedades antiesclavitud (hoy conocido como Anti- Slavery International) primera conferencia en Londres, que hizo campaña para poner fin a la esclavitud en otros países. 
Antes de morir, Clarkson publicó la "Historia de los cuáqueros" y "la abolició de la trata" Clarkson se retiró a Ipswich. 
Thomas Clarkson murió el 26 de septiembre de 1846 Playford, Suffolk. Fue enterrado el 2 de octubre en la iglesia de St Mary's.